# Rocky Juarez
Ricardo Rocky Juárez (n. Houston, Texas, 15 de abril de 1980) es un boxeador profesional mexicano-estadounidense. Posee un récord de 28 victorias, 4 derrotas y 1 empate, con 19 victorias por la vía del nocaut.

## Carrera profesional
El 25 de enero de 2001 se volvió profesional, con decisión unánime contra Pascali Adorno. Considerado como un gran prospecto, Juárez logró encabezar las listas de posiciones con victorias contra Héctor Velázquez y Joe Morales.
El 20 de mayo de 2006 peleó contra Marco Antonio Barrera en el Staples Center de Los Ángeles, California. Barrera utilizó golpes directos con la izquierda o jabs para ganar los primeros asaltos, pero era obvio que Juárez no estaba siendo vencido al herir la nariz de su contrincante. En la segunda mitad del combate Juárez tomó el control. Siendo una pelea muy cerrada, en un principio se anunció el resultado como empate, pero tan rápido como se descubrió un error en las tarjetas de los árbitros, Barrera fue anunciado como el ganador por decisión dividida.
Aunque no fue requerida por un contrato, una revancha se suscitó el 16 de septiembre del mismo año, esta vez Barrera ganó fácilmente por decisión unánime (117-111, 115-113, 115-113).
Como reemplazo de Jorge Rodrigo Barrios, Juárez peleó contra Juan Manuel Márquez por el título de los Súper-pluma de la WBC el 3 de noviembre de 2007.